# Amtsgericht Zweibrücken
Das Amtsgericht Zweibrücken ist ein Gericht der ordentlichen Gerichtsbarkeit in Rheinland-Pfalz mit Sitz in Zweibrücken.

## Gerichtssitz und -bezirk
Das Gericht hat seinen Sitz in Zweibrücken. Der rund 274,35 km² große Amtsgerichtsbezirk ist für ein Gebiet mit ca. 63000 Einwohnern zuständig.

## Gebäude
Das Gerichtsgebäude befindet sich in der Herzogstraße 2 in Zweibrücken.

## Zuständigkeit
Das Amtsgericht Zweibrücken ist für alle Sachen zuständig, die bei einem Amtsgericht anhängig gemacht werden können.

## Übergeordnete Gerichte
Dem Amtsgericht Zweibrücken ist das Landgericht Zweibrücken übergeordnet. Zuständiges Oberlandesgericht ist das pfälzische Oberlandesgericht Zweibrücken.

## Geschichte
In Zweibrücken bestand bis 1879 das Landgericht Zweibrücken. Mit dem Inkrafttreten des Gerichtsverfassungsgesetzes des Deutschen Reichs zum 1. Oktober 1879 wurde die dort vorgesehene Gerichtsstruktur auch in Bayern eingeführt. Die Bestimmungen dazu enthielt die Königlich Allerhöchste Verordnung, die Bestimmung der Gerichtssitze und die Bildung der Gerichtsbezirke betreffend vom 2. April 1879. Danach wurde das Amtsgericht Zweibrücken dem Landgericht Zweibrücken zugeordnet. Sein Sprengel entsprach dem der früheren Landgerichte Zweibrücken und Hornbach mit Ausnahme der zur Bürgermeisterei Walsheim gehörenden Gemeinden Bliesdalheim, Breitfurt, Niedergailbach und Walsheim, die dem Amtsgericht Blieskastel zugeordnet wurden.